# João Henrique Ulrich, Jr.
João Henrique Ulrich, Jr. CvC (Rio de Janeiro, 22 de Novembro de 1851 – Lisboa, 19 de Janeiro de 1895) foi um empresário comercial, académico e escritor português, que sucedeu a seu pai nos negócios e teve certa fama literária.

## Família
Filho de João Henrique Ulrich e de sua mulher Maria Luísa Marques de Sá.
João Henrique Ulrich, Jr. provinha duma família ligada ao comércio bancário e à arquitectura, os Ulrich, família do Norte de Hamburgo, que se tinham estabelecido em Portugal em meados do século XVIII. Após o terramoto de 1755, a família cooperou activamente na reconstrução de Lisboa, a convite do Marquês de Pombal, prosseguindo os seus negócios no ramo financeiro.

## Biografia
Vindo para Lisboa, seguiu o curso do Liceu Nacional, e depois o curso preparatório dos Oficiais de Artilharia na Escola Politécnica de Lisboa, que não pôde concluir por ter adoecido gravemente; contudo nesta escola obteve o prémio na cadeira de química mineral, e distinção nas de álgebra transcendente, geometria analítica, química analítica, etc, com o que provou a sua assídua aplicação. Percorreu em seguida, para complemento da sua instrução, os principais países da Europa, e visitou o Brasil. Estando casualmente no Funchal, de passagem durante esta viagem, escreveu e publicou: Duas palavras aos leitores das «Farpas», de Dezembro de 1872, em Dezembro de 1872 publicou o livro "Duas palavras aos leitores das «Farpas»"
Em 1882 recebeu a nomeação de Vice-Cônsul do Brasil, e a imprensa lisbonense, mencionando o Despacho do Governo Imperial, elogiou as qualidades e o mérito do agraciado, que passado algum tempo solicitou, e lhe foi concedida, a exoneração de tais funções. Estabelecendo a sua residência em Portugal, Pátria de seu pai, dedicou-se então ao comércio, sem descurar, porém, os estudos literários e científicos, para que tinha decidida vocação. Foi Director da Companhia de Minas de Santa Eufémia, Secretário, e depois Director-Tesoureiro da Real Sociedade de Geografia de Lisboa, de que fora um dos Fundadores, Director da Companhia Nacional dos Tabacos, Secretário das Casas de Asilo da Infância Desvalida e Vice-Governador da Companhia Geral do Crédito Predial Português, cargo que exercia quando faleceu. A pedido do editor António Maria Pereira, traduziu para Português o Tratado do Jogo do Bilhar, o qual se publicou com as suas iniciais. Colaborou na Revista de Portugal e Brasil. Para o Dicionário Popular, dirigido por Manuel Joaquim Pinheiro Chagas, também escreveu alguns artigos.
Foi Fidalgo Cavaleiro da Casa Real, Cavaleiro da Real Ordem Militar de Nosso Senhor Jesus Cristo e Ilustríssimo Senhor Comendador da Real Ordem de Isabel a Católica de Espanha.

## Casamento e descendência
Casou em 1879 com Maria Cristina de Orta Ennes (Lisboa, 28 de Fevereiro de 1856 - 17 de Setembro de 1884), filha de Guilherme José Ennes e de sua mulher Joana da Cruz de Orta, filha do 1.º Visconde de Orta, da qual teve três filhos e uma filha:
- João Henrique Ennes Ulrich (Lisboa, 2 de Março de 1880 - Lisboa, 17 de Julho de 1956), que em Monarquia seria Representante do Título de Visconde de Orta
- Guilherme José Ennes Ulrich (Lisboa, 12 de Março de 1880/1 - Lisboa, 22/28 de Agosto de 1909?), Cruz de 1.ª Classe da Ordem do Mérito Militar de Espanha como Alferes de Infantaria (Ordem do Exército, 1907, 2.ª Série, n.º 14, p. 248),[16] casado com Maria Ângela do Casal Ribeiro (? - 22 de Novembro de 1909), sem geração
- Maria Luísa Ennes Ulrich (Lisboa, 25 de Fevereiro de 1882 - Lisboa, 20 de Outubro de 1952), casada em Lisboa a 29 de Outubro de 1902 com Simão de Gusmão Correia Arouca (Lisboa, 2 de Abril de 1875 - 20 de Abril de 1936), Dr., filho de Frederico de Gusmão Correia Arouca e de sua mulher Adelaide Clementina Méra Daddi, do qual teve quatro filhos e duas filhas
- Rui Ennes Ulrich (Lisboa, 20 de Abril de 1883 - Lisboa, 20 de Junho de 1966)
- Fernando Ennes Ulrich (Lisboa, Mártires, 29 de Agosto de 1884 - Lisboa, 1 de Agosto de 1950)